# Geldwechsler

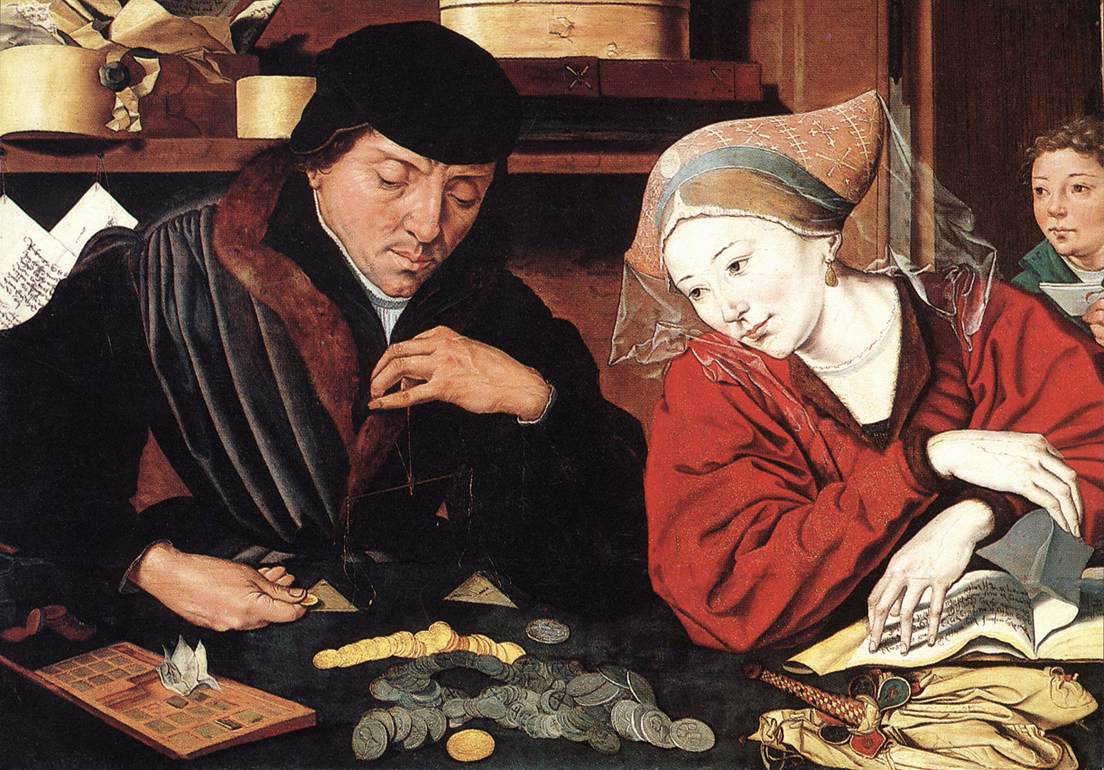
Der Geldwechsler und seine Frau (Bild von Marinus van Reymerswaele, vor 1533?)

Geldwechsler ist ein mit dem Aufkommen von Münzen von alters her bekannter kaufmännischer Beruf. Wie der Name sagt, tauscht der Anbieter gegen Entgelt fremde Zahlungsmittel in orts- oder landesübliches Geld um. In den Industriestaaten erledigen inzwischen Wechselstuben und Geldwechselautomaten solche Geschäfte mit Kunden. Die Entwicklung der Geldwechsler ist eng mit der Münz- und Geldgeschichte verbunden. Eine Blütezeit ist im Mittelalter bekannt. Im Geldwechslerwesen, das seinen Tätigkeitsbereich unter anderem auf Kreditgeschäfte ausweitete, liegen die Ursprünge der modernen Kreditinstitute.

## Geschäftsabwicklung
Das Ausüben der Geschäfte erforderte früher wie heute das Bereithalten sowohl von verschiedenen gängigen Münzsorten für die Kunden als auch gegebenenfalls von Barren in Gold oder Silber. Das Hauptgeschäft des Geldwechslers bestand und besteht im Umrechnen von Kursen, verbunden mit dem anschließenden Abzählen von Geld zur Hereinnahme in seinen oder der Aushändigung aus seinem Bestand.

### Kenntnisse und Fertigkeiten
Der Geldwechsler in historischer Zeit benötigte eine ausgezeichnete Kenntnis über den Feingehalt von Gold- und Silbermünzen und die Echtheit der Stücke. Dazu war eine mehrjährige Erfahrung erforderlich, um sofort beim Wechselgeschäft über dessen Vornahme entscheiden zu können. Im Idealfall genügte in früherer Zeit sein Augenschein, gegebenenfalls musste er jedoch eine Waage zu Hilfe nehmen. Kopfrechnen war gefragt, wenn er die eine Währung in die Stücke einer anderen umzurechnen hatte, da viele Währungen noch nicht über ein Dezimalsystem verfügten.
Ein Geldwechsler musste ferner mit einer einfachen Buchführung vertraut sein. Eine Kernaufgabe war bei Messeveranstaltungen das Entgegennehmen von Einlagen anreisender Kaufleute für die Dauer des Aufenthalts. Die Einlage wurde in den Büchern des Geldwechslers vermerkt und verringerte sich durch Einkäufe von Waren, die dem Verkäufer als Einlage erwuchsen. Am Schluss erhielt der Einleger nur den Saldo aus den für ihn gemachten Eintragungen in Währung wieder zurück.
Das Führen von Geschäftsbüchern weitete sich aus, als Geldwechsler sowohl zur Kreditgewährung übergingen als auch „Wechselbriefe“ an Geschäftsfreunde in anderen Regionen anfertigten.

### Ausstattung
Ursprünglich reichte für einen einfachen Geschäftsbetrieb ein Tisch aus, auf dem der Kaufmann seine Münzsorten platzierte. Die Geschäfte wurden im Freien abgewickelt. Später entstanden dann mit dem Aufkommen von Gilden feste Plätze, an denen mehrere Geldwechsler anzutreffen waren, und schließlich als eigener Geschäftsraum die Wechselstube.
Ihre Einrichtung war zunächst spärlich, wie aus einem Bericht über Jakob Meyer zum Hasens Wechselstube im Jahr 1503 hervorgeht: ein Wechseltisch, Schreibzeug und ein weiterer Tisch. Der Raum wurde schließlich zum Inbegriff für die Geldwechselbranche schlechthin. In den Baulichkeiten des Kaufmanns boten feuer- und einbruchssichere Gewölbe einen Schutz vor Gefahren.
Geldwechslern, die zu Zahlungen nicht mehr im Stande waren, wurde in Italien der Tisch zerschlagen („banca rotta“), woran das eingedeutschte Wort Bankrott erinnert.

### Unseriöses Geschäftsgebaren
Über Methoden schwarzer Schafe unter den Geldwechslern wird im Libellus Sancti Jacobi, einer Schrift aus dem 12. Jahrhundert, berichtet. Als unredliche Tätigkeiten werden beispielsweise geschildert
- der Gebrauch zweierlei Waagen für den An- und Verkauf
- teurer Verkauf eigener Münzen, billiger Ankauf des Geldes von Kunden
- Bestreiten der Echtheit ihm angebotener Gold- oder Silbermünzen
- Beschneiden größerer Geldstücke
- schwerere Münzen dem Kunden als wertvoller zu verkaufen.[2]

## Geschichte

### Antike

#### Griechenland
Der Geldwechsel lag im Hellenismus wie das Bankwesen insgesamt in den Händen des Staates. Im alten Griechenland dienten Banken neben dem Geldwechsel zur vorübergehenden sicheren Aufbewahrung von Bargeld sowie zur bequemen und kostenlosen Übermittlung von Münzen an fremde Plätze. Die Namen und der Geschäftsbetrieb der athenischen Bankinstitute sind durch verschiedene gerichtliche Reden des Isokrates und des Demosthenes überliefert.
Reisende oder Kaufleute, die in der Fremde erworbene Waren oder Dienstleistungen bezahlen wollten, waren vor die Situation gestellt, ihr mitgeführtes eigenes Geld gegen ein vor Ort anerkanntes Zahlungsmittel einzutauschen. Diesen Bedarf stillten Geldwechsler. Sie schätzten jede angebotene Münze nach Art, Abnutzung, Beschädigung und Echtheit ein und gaben im Gegenzug lokales Geld dafür.
Viele griechische Städte produzierten eigenes Geld und verwendeten unterschiedliche Bilder für die Münzen, beispielsweise prangte als Merkmal athenischer Herkunft die Eule auf deren Münzen. Alle Münzen des Altertums sind Prägungen von Hand und gleichen einander nicht lückenlos. In Athen mit seinen Handelsbeziehungen nach allen Teilen Griechenlands, Kleinasiens und des Orients waren Geldwechsler mit Münzen verschiedener Länder und Städte befasst. Geld gewechselt wurde schon im Hafen von Piräus. Abgeleitet von der Form ihrer Geldtische, wurden die Wechsler Trapezitae genannt.
Schon im 4. Jahrhundert v. Chr. fand nach wissenschaftlicher Meinung ein Übergang vom Geldwechsler, der sich auf Münzprüfung und Geldumtausch konzentrierte, zum Bankier – der naturgemäß noch nicht mit einem heutigen vergleichbar ist – statt. Letzterer nahm nun auch Einlagen entgegen. Im 2. Jahrhundert v. Chr. gab es bereits Kreditgewährung gegen Zinsen und Geldvorschüsse der Bankiers an Kunden bei Auktionen.

#### Römisches Reich
Als Nummularius wurden Münzprüfer bezeichnet, doch wurde der Begriff auch für Geldwechsler verwendet. Im ersten Jahrhundert waren sie Straßenhändler mit einem Bauchladen, auf dem Münzen klapperten, um Kunden anzulocken. Sie wechselten ältere Münzen zum Materialwert gegen neues Geld. Im 2. Jahrhundert nach Chr. gingen die Händler zur Kredithingabe und zur Entgegennahme von Einlagen über. Geldwechsler und Geldverleiher hatten auf dem Forum Romanum in Rom Geschäftslokale. Der Geldwechsler prüfte, ob das Geldstück tatsächlich aus Gold oder Silber war, das Bildnis eines Herrschers trug, der eine Münzstätte unterhalten durfte, achtete auf Münzzeichen und kontrollierte Größe und Gewicht. Das Geschäftsgebaren der Geldwechsler wurde vom praefectus urbi überwacht. Auf dem Forum wurde als Berufsbezeichnung der Wechsler auch argentarii verwendet.
Das Geschäft der Wechsler scheint gewinnbringend gewesen zu sein, stifteten sie doch gemeinsam mit Ochsenhändlern im Jahr 204 dem Kaiser Septimius Severus und seiner Familie zu Ehren einen Bogen, den heute an der Kirche San Giorgio in Velabro zu sehenden Arco degli Argentari.
Im Jahr 260 weigerten sich in Ägypten Geldwechsler im Oxyrhynchos-Gau, in Feingehalt und Gewicht reduzierte römische Münzen anzunehmen, und schlossen ihre Wechslertische. Durch Strafandrohung wurden sie daraufhin gezwungen, ihre Dienstleistung wieder anzubieten und künftig alle Münzen mit Ausnahme von Fehlprägungen oder Fälschungen in andere Geldsorten zu wechseln.
Sarkophag-Inschriften aus Korykos in Kilikien beweisen, dass es dort Geldwechsler gab. In der Spätantike übten sie für das Wirtschaftsleben in einer Stadt eine wichtige Funktion aus.

#### Jerusalem

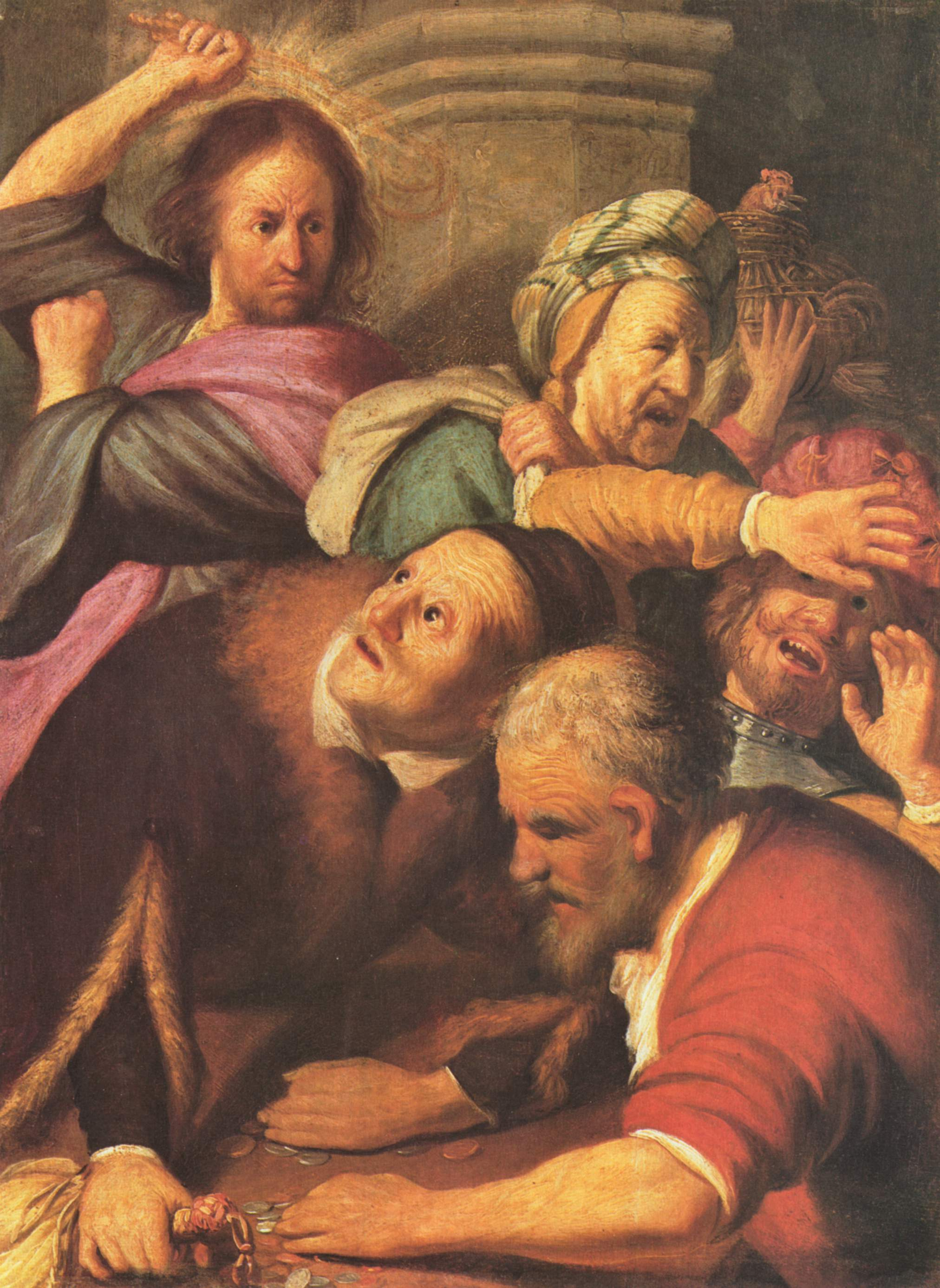
Jesus Christus treibt die Wechsler aus dem Tempel (Bild von Rembrandt van Rijn, 1626)

Von allen vier christlichen Evangelisten werden Geldwechsler in einer biblischen Erzählung erwähnt. Jesus von Nazaret warf nach ihrer Überlieferung im Neuen Testament bei der Tempelreinigung in Jerusalem die Wechseltische um und vertrieb die Geldwechsler zusammen mit den Händlern von Opfertieren mit einer Geißel aus dem Sakralbau.
Geldwechsler waren im Tempelbezirk anzutreffen, weil die Pilger aus den verschiedenen Ländern oder Landesteilen mit ihrer heimischen Währung dort ankamen. Ihr Geld musste nun in den „Schekel des Heiligtums“ gewechselt werden, der einzig zugelassenen Währung im Jerusalemer Tempel, mit der Opfertiere erworben werden konnten, der Erwerb der Opfertiere vor Ort war nötig, da diese laut Tora makellos sein müssen. Außerdem konnten die Juden bei den Geldwechslern die Tempelsteuer entrichten, die ebenfalls nur mit dieser Tempelwährung, einer in Tyros geprägten silbernen Tetradrachme, abgegolten werden konnte. Andere Währungen, etwa römische Kupfermünzen, galten als unrein und wurden nicht akzeptiert. Die Geldwechsler waren Personal des Tempels.

### Mittelalter
Den Bedarf zum Umtausch von Geldstücken gab es ungebrochen in allen Jahrhunderten. So waren im Bereich der Wolgabulgaren im Jahr 922 Geldwechsler tätig, wie aus einem Reisebericht hervorgeht. In Palermo sind Geldwechsler im 10. Jahrhundert anzutreffen. Aus der Geschichte Bremens ist bekannt, dass Erzbischof Adaldag im Jahr 966 eine Wechselstube errichtete.

#### Oberitalien und Frankreich
Der Geldwechsel kam im Mittelalter im Abendland zuerst in Italien zu neuer Blüte, wo die enorme Anzahl einzelner Münzherrschaften, die unvollkommene Ausprägung der Münzen, häufige Änderungen im Münzfuß und Münzfälschungen ihm großen Vorschub leisteten. In den oberitalienischen Metropolen Genua, Mailand oder Venedig und andernorts setzten sich Geldwechsler an Wechseltische und boten den Münzumtausch an. Italiener, in großer Anzahl Lombarden, waren es, die im 12. Jahrhundert neben Juden den Geschäftszweig in die meisten übrigen europäischen Staaten einführten und dort pflegten. Ab dem 12. Jahrhundert begannen Geldwechsler auch Kredite anzubieten, die sich zunächst vor allem an Überseehändler richteten.
In Perugia erinnert das „Collegio del Cambio“ an den früheren Aufenthaltsort der Geldwechsler. Mit der Zeit wurden im Sprachgebrauch statt Geld-Tischen Geld-Bänke üblich.
Die Stadt Cahors war in dieser Zeit Hauptsitz der südfranzösischen Geldwechsler. Zum einen lag dies an ihrer Lage als Handelsstadt am Jakobsweg, wo Pilger Geld umtauschten, um sich versorgen zu können. Zum anderen hatte sich der Bischof wegen des Albigenserkreuzzugs verschulden müssen, und seine Gläubiger aus dem Piemont und der Lombardei hatten sich vor Ort angesiedelt. Die Kaufleute knüpften dann weitere Verbindungen zu anderen Handelsplätzen. In Paris nahmen die Geldwechsler im Jahr 1411 auf eine Anordnung von König Ludwig VII. hin ihren Sitz auf einer Brücke, die sich als Pont au Change einen Namen machte.
Geldwechsler treten im Mittelalter unter verschiedenen Bezeichnungen in Erscheinung. Die einen nennen sie „campsores“ (von deren „Bänken“ der Name Bankier abgeleitet wird, während andere ihn auf „banco“, Haufe, einen älteren italienischen Ausdruck für eine Zwangsanleihe, zurückführen). Andere verwendeten den Begriff „banchieri“ für diese professionellen Händler. In Westeuropa bürgerte sich die ursprünglich von der landsmannschaftlichen Herkunft abgeleitete Benennung „Lombarden“ für Geldwechsler ein, selbst wenn sie keinerlei Bezug mehr zur Lombardei hatten. Diese Herkunftscharakterisierung färbte zum Begriff „Lamparter“ ab. Auf die Stadt Cahors, aus der die Geldwechsler in deutsche Orte aufgebrochen waren, gehen die Bezeichnungen „Cahorsiner“, „Kavariner“, „Kawersiner“ oder „Kawerschen“ zurück.
Sie machten ihre Geschäfte vorwiegend an Handelsplätzen, die meist auch regelmäßige Messen abhielten. Auf einem größeren Tisch breiteten die Geldwechsler verschiedene Münzsorten aus, und wenn sie sich mit ihrem Kunden einig waren, wechselte die gewünschte Währung ihren Besitzer. Statt vieler Münzen brachten Kaufleute manchmal auch einen Gold- oder Silberbarren zum Eintausch in Landeswährung zum Geldwechsler mit. Dies bewirkte einen Einstieg in den Edelmetallhandel, denn eine Prägestätte konnte nach dem Einschmelzen daraus wieder Münzen produzieren. So wurden gelegentlich auch Gold- und Silberschmiede nebenberuflich Geldwechsler, die eingeschmolzenes Geld der Prägestätte andienten oder gegebenenfalls sogar Schmuckstücke anfertigen konnten.

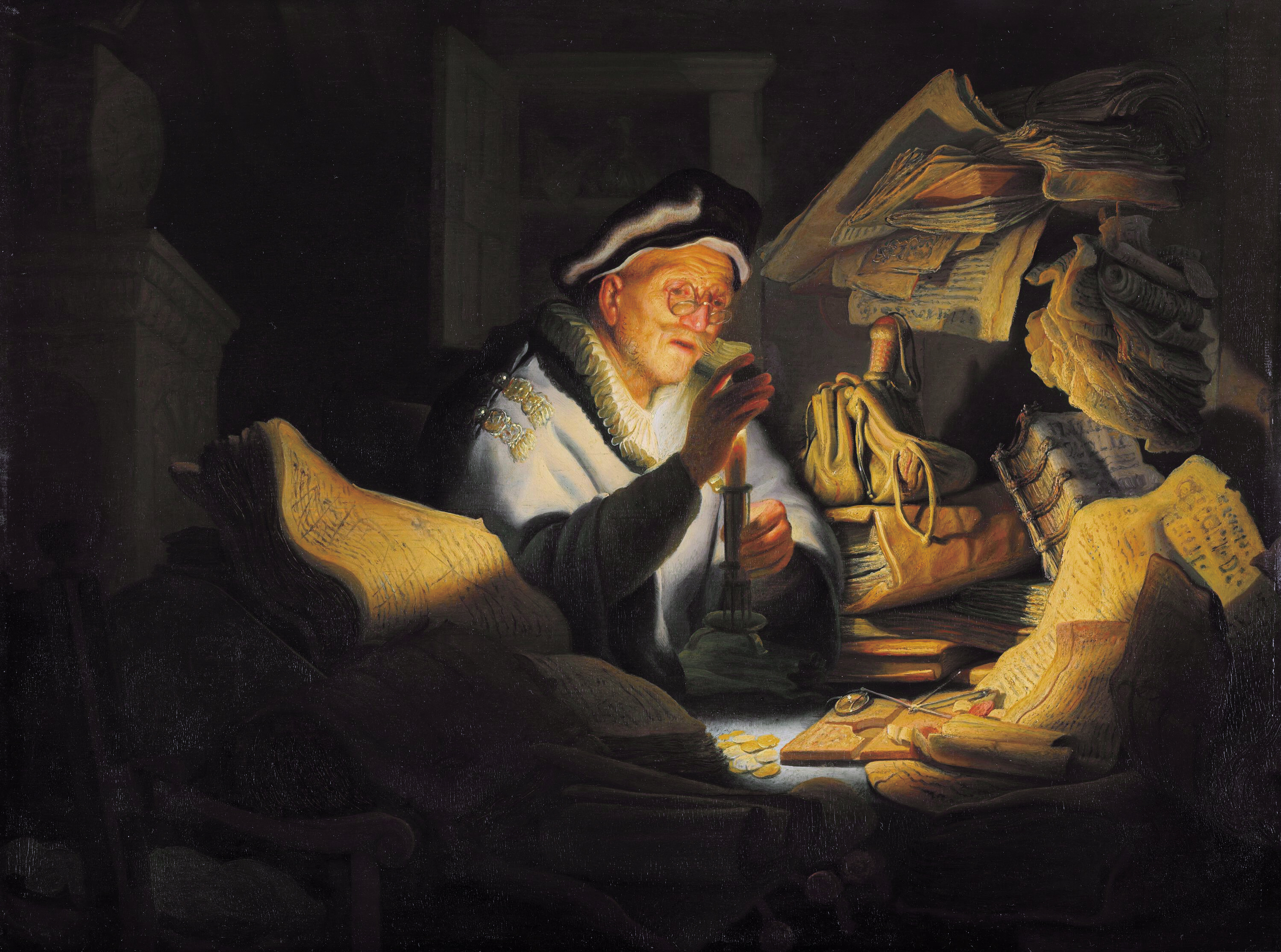
Der Geldwechsler (Bild von Rembrandt van Rijn, 1627)

Die Geldwechsler verfügten oftmals über gut abgesicherte Räumlichkeiten, um ihr Vermögen vor Einbruch und Raub zu schützen. Andere Stadtbewohner vertrauten daher ihr Geld nach und nach einem vertrauenswürdigen Mitbürger aus der Zunft der Geldwechsler zur Aufbewahrung an und erhielten von ihm eine Quittung über den Betrag. Ausgestellte Quittungen von Geldwechslern hatten für Räuber, die auf mittelalterlichen Wegen lauerten und Reisende um ihr Bargeld erleichterten, keinen Wert. Daher kamen im 13. Jahrhundert solche „Wechselbrief“ genannten Anweisungen an befreundete oder verwandte Geldwechsler im In- oder Ausland auf, eine bestimmte Geldsumme dem namentlich erwähnten Empfänger auszuhändigen. Die Geldwechsler selbst glichen dann bei Gelegenheit ihre gegenseitigen Forderungen und Verbindlichkeiten mit Bargeld aus. Im Mittelalter konnten Frauen beruflich als Geldwechslerinnen Geschäfte tätigen, wie aus regionalen Dokumenten hervorgeht.
Im Spätmittelalter hatten spezialisierte Märkte und Messen im Wirtschaftsleben eine hohe Bedeutung, ausgehend von Jahrmärkten in der Champagne. Das Entgelt für die Warengeschäfte der Kaufleute wurde durch unbare Verrechnung in den Büchern von örtlichen Geldwechslern, bei dem Bargeld oder der Wert in einem Wechselbrief vom Kaufmann zum Ankaufskurs der fremden Währung deponiert worden war, reguliert. Der Wechselbrief beinhaltete anfangs die Absichtserklärung seines Verfassers, den erhaltenen Geldbetrag andernorts in einer dort üblichen Währung auszuzahlen. Doch dieser „Wechsel“ wandelte sich mit der Zeit zur Zahlungsanweisung an einen korrespondierenden Geldwechsler, den angegebenen Betrag auf Rechnung des Ausstellers an den Vorleger des Papiers auszuhändigen.
In der Bevölkerung wurde Geldwechslern häufig Wucher nachgesagt, und ihr Vermögen ließ Neid reifen. Es kam daher zeitweise auch zu Verfolgungen. In Frankreich sind auf kirchliches Bemühen hin in den Jahren 1269, 1274 und 1285 Vertreibungen vorgekommen. Im Jahr 1306 ließ König Philipp der Schöne die Juden aus seinem Lande weisen, in den Jahren 1309 bis 1311 traf es lombardische Geldwechsler. Ihre Vermögenswerte wurden zu Gunsten der Krone verwertet, doch waren die Finanznöte im Staatsetat mit der Maßnahme nur verringert.

#### Heiliges Römisches Reich

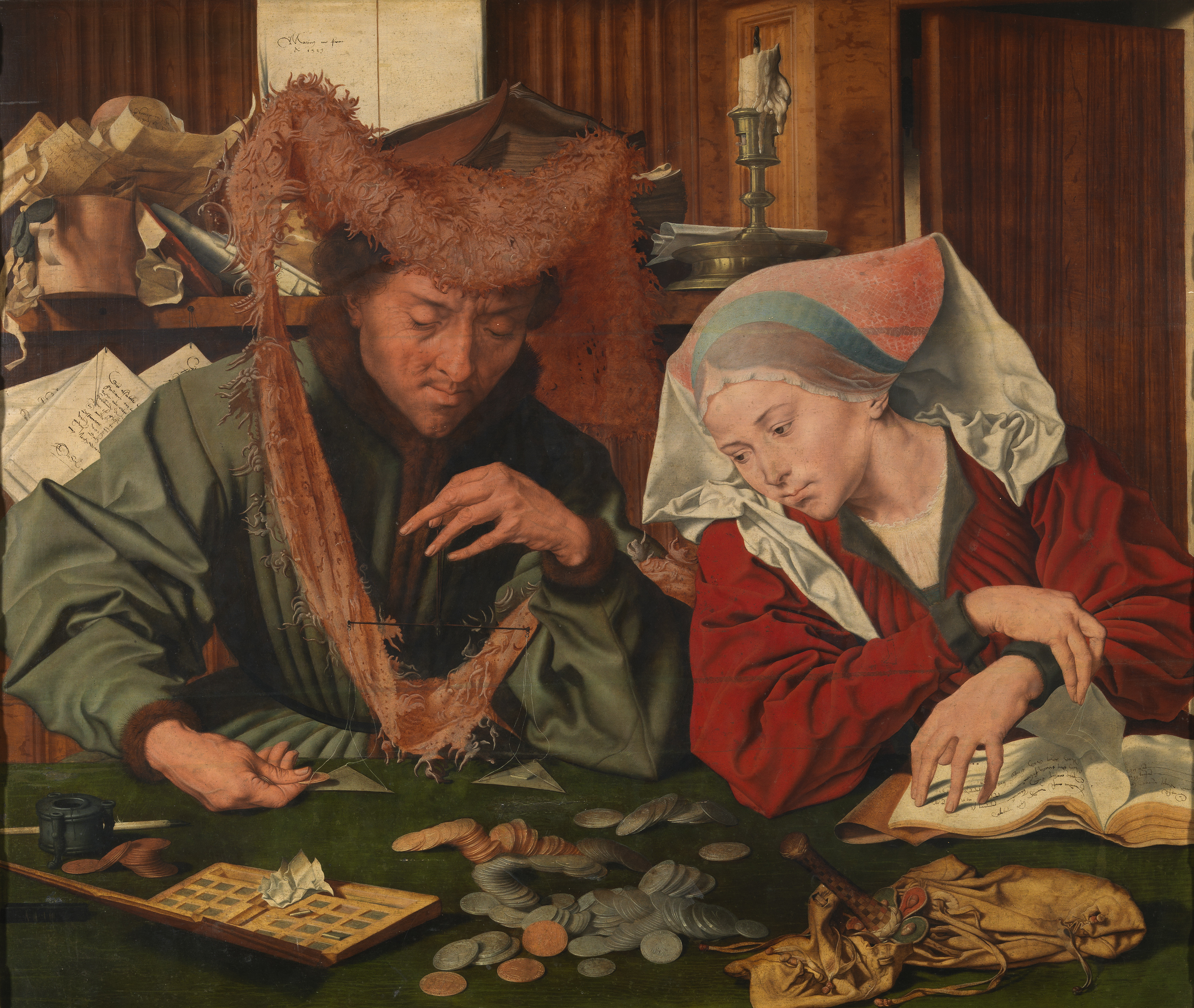
Der Geldwechsler und seine Frau (Bild von Marinus van Reymerswaele, 1539)

War das Münzregal ursprünglich noch dem Kaiser vorbehalten, kam es im Laufe der Zeit – auch aus finanziellen Nöten des Regenten – immer mehr zur Abtretung des Münzrechts an die Landesherren oder an die Freien und Reichsstädte des Heiligen Römischen Reiches. In der Mitte des 13. Jahrhunderts existierten über 500 Prägestätten, die ihre eigenen Münzen mit unterschiedlichem Gewicht und Wert als regional gültige Zahlungsmittel ausgaben. Geldwechsler wurden so eine Notwendigkeit und verdienten ebenso am unterschiedlichen Wechselkurs der Münzen wie die Münzherren. Da beispielsweise die Stadt Metz mit zwei Prozent am Umsatz eines Geldwechslers in ihren Mauern partizipierte, liegt eine höhere Verdienstspanne in dem Metier auf der Hand. Es gibt Schilderungen, dass Geldwechsler zu den reichen Leuten in einer Stadt zählten, so etwa im Prag des Jahres 1090. Viele gelangten in diesem Gewerbe zu einem großen Vermögen, teils durch die „Gestaltung“ des Wechselkurses bei An- und Verkauf von Münzen, teils durch hohe Zinsen beim Geldverleih. Der Zürcher Richtebrief von 1304 gibt etwa den Zinssatz für einen Wochenkredit mit maximal 43 Prozent an. In Zürich waren lombardische Geldwechsler und Geldverleiher von 1357 bis 1429 im Kawertschenturm ansässig. In der Stadt Basel wurde mit Jakob Meyer zum Hasen im Jahr 1516 ein Geldwechsler Bürgermeister.
Es gab Wechsler, die als Münzmeister in ihrer Prägestätte im Auftrag des Landesherrn regional gültige Währung herstellten. Geldwechsler konnten gegebenenfalls auch Mitglied einer sogenannten Hausgenossenschaft sein, die Münzen herstellte.
Traten ursprünglich nur Fremde und Juden als Geldwechsler und/oder Geldverleiher in Erscheinung, änderte sich dies im Spätmittelalter. Zunächst heimlich, später zunehmend offiziell wurden auch Christen in diesem Gewerbe nach Lockerung des Zinsverbots von der katholischen Kirche geduldet, darunter Bürger und hohe Geistliche. Beispiele dafür sind die Fugger im süddeutschen Raum und die Ritterschaft in der Mark Brandenburg. Diese waren bestrebt, ihrer jüdischen Konkurrenz das einträgliche Geschäft abzunehmen. Aber nicht nur finanzielle, sondern auch politische und religiöse Ursachen schwächten die Position der Juden als Schutzbefohlene der Landesherren. Sie wurden aus fast allen Reichsstädten und vielen landesherrlichen Territorien und Städten des Heiligen Römischen Reiches vertrieben. In Mecklenburg und Brandenburg gingen der Vertreibung Judenpogrome voraus. Auch im Herzogtum Österreich kamen 1421 gewaltsame Judenvertreibungen vor („Wiener Gesera“), 1496 stimmte Maximilian I. gegen eine Geldsumme der Stände ihrer Vertreibung aus der Steiermark zu. In Kärnten, Krain und Salzburg erging es jüdischen Bewohnern ebenso, bis im Jahr 1518 der Kaiser einen Sinneswandel vollzog.
Siehe auch: Geldjuden

#### Kirchliche Einflüsse und Geldströme

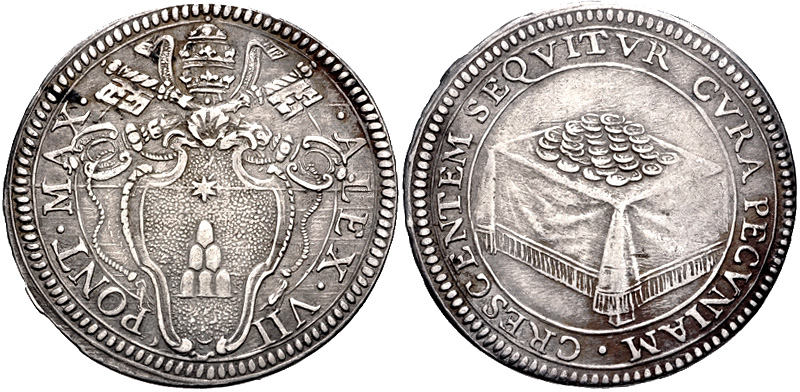
Der Giulio von Papst Alexander VII. weist mit den Münzen auf dem Wechslertisch auf das Problem mit der Geldgier hin.

Das Aufkommen von Geldwechslern wurde im Mittelalter nicht nur durch den Bedarf im Warenhandel, sondern auf Umwegen auch von Päpsten gefördert. Ihre beiden Maßnahmen, Zinswucher zu verdammen, und Aufrufe zu Kreuzzügen ins Heilige Land wirkten sich hier aus, hinzu kam ein steigender Geldbedarf des Heiligen Stuhls.
Die römisch-katholische Kirche hatte ihren Gläubigen unter Berufung auf die Bibel untersagt, Zinsen auf Kapital zu verlangen. Damit sollten Wuchergeschäfte verhindert werden. Dieses Zinsverbot führte nun dazu, dass man bestimmte Geldgeschäfte nur mit Fremden oder den Juden machen konnte, die von den Strafandrohungen der Kirche nicht berührt waren.
Die zunächst harte Haltung der Kirche wurde nach und nach gelockert. Für die eigenen Zahlungsströme kirchlicher Gelder zum Papst nach Rom beziehungsweise Avignon musste sie sich schließlich ebenfalls des existierenden Netzes der Geldwechsler bedienen. Die von der Kurie beauftragten separaten Kollektoren und die Verbindungen des Templerordens waren zur Bewältigung des gestiegenen päpstlichen Kapitalverkehrs nur mehr eingeschränkt brauchbar.
In Rom waren an den Papst herangetragene Anliegen, wie Bestätigungen über Besitzungen, Ehrungen oder Rechte und auch Schiedssprüche in Streitangelegenheiten, mit Kosten verbunden, die Anfragende in ihrer Landeswährung beglichen. Die päpstliche Kanzlei dürfte bereits zur Mitte des 12. Jahrhunderts mutmaßlich über eine Wechselstube für die Umrechnung der Entgeltansprüche verfügt haben.
Ein weiteres Element, das die Notwendigkeit von Geldwechslern vor Augen führte, waren die Kreuzzüge. Die Heere, die sich aus dem Land versorgen mussten, erbeuteten Lebensmittel nicht allein mit Gewalt, sondern kauften auch Waren in den durchquerten Ländern mit eigenem oder bei Besiegten geplündertem Geld. So ist beispielsweise bekannt, dass sich Kreuzfahrer nach der Schlacht bei Iconium auf einem Markt am 23. Mai 1190 mit benötigten Gegenständen versorgten. Mitgebrachte Kriegsbeute in klingender Münze konnten Heimkehrer vom Kreuzzug beim Geldwechsler in vertraute heimische Währung umtauschen.
Die Pilger nach Santiago de Compostela verschafften nicht nur der dortigen Zunft von Geldwechslern eine sprudelnde Einnahmequelle, sondern auch ihren Kollegen in Orten auf den dorthin und zurück führenden Jakobswegen.

#### Greshamsches Gesetz
Ihre Fachkenntnis befähigte die Geldwechsler naturgemäß auch, im Edelmetallgehalt wertvollere Münzen zu horten und die „minderwertigen“ beim Wechselgeschäft in Umlauf zu geben. Sie verkauften Geldstücke mit höherem Edelmetallgehalt in ein anderes Land, wenn der zu erwartende Gewinn die Kosten für Transport, Einschmelzen, Verkauf und Risiko deckte oder überstieg. Der Mechanismus, dass qualitativ schlechteres Geld das gute Geld aus dem Umlauf verdrängt, ist als Greshamsches Gesetz bekannt geworden.

### Neuzeit
Geldwechsler und Wechselstuben waren unverändert Orte, bei denen gegen eine Gebühr Auskünfte über den absoluten und relativen Wert verschiedener Münzen erhältlich waren oder wo Münzen umgetauscht werden konnten. Manche Geldwechsler nahmen es mit ihrer Vertrauenswürdigkeit indessen nicht so genau. Sie taten sich schwer, weil es eine Vielzahl unterschiedlicher Münzen gab, deren realer Wert erst nach näherer Untersuchung erkennbar war. Gerade in der Kipper- und Wipperzeit kamen immer öfter minderwertige Münzen im Umlauf, bei denen der auf ihnen angegebene Betrag stark vom tatsächlichen Wert des Edelmetalls abwich, aus dem sie hergestellt worden waren.
Die Errichtung der Amsterdamer Wechselbank im Jahr 1609 markierte einen Einschnitt in das Geschäft der Geldwechsler, da sie für Einzahlungen von Münzsorten aus aller Herren Ländern einen Bankgulden als feste Größe anbot und die Möglichkeit bargeldloser Zahlung eröffnete. In der Neuzeit konnten sich andererseits Geldwechsler zu Bankiers entwickeln. Man sieht dies an Beispielen wie
- dem Haus Rothschild. Der Stammvater einer großen Bankiersdynastie war Mayer Amschel Rothschild, der in der Frankfurter Judengasse Umsätze mit einem kleinen Textilhandel erzielte und sich gleichzeitig als Geldwechsler betätigte. Mit 22 Jahren gründete er 1766 das Bankhaus Rothschild.
- dem Bankhaus Warburg. Seit 1863 führte das Familienunternehmen nicht mehr die Bezeichnung „Geldwechsler“, sondern „Bankiers“.[33]

Bis in das 19. Jahrhundert hinein sorgten Geldwechsler für das Florieren des Zahlungsverkehrs. In der Handelsstadt Köln war in den 1820er Jahren vorwiegend französisches Geld in Umlauf. 1822 verfügte die Stadt daher über 14 Geldwechsler und lediglich zwei Bankiers, die Herren Herstatt und Schaaffhausen.
Sondersituationen können eigene Lösungen beim Geldumtausch erzwingen. So betätigte sich Pierre Seel im Zweiten Weltkrieg in zwischen Belgrad und Saloniki verkehrenden Zügen als Geldwechsler im Dienst der deutschen Reichsbank.
In Ländern mit nicht frei konvertierbaren Währungen (Binnenwährung), wie dies im ehemaligen Ostblock oftmals der Fall war, führten private illegale Geldwechselgeschäfte als Schwarzmarktgeschäfte durch. Nutzen war für die Geldwechsler der Zugang zu Devisen, für den Kunden der billigere Kauf der Landeswährung.

### Gegenwart

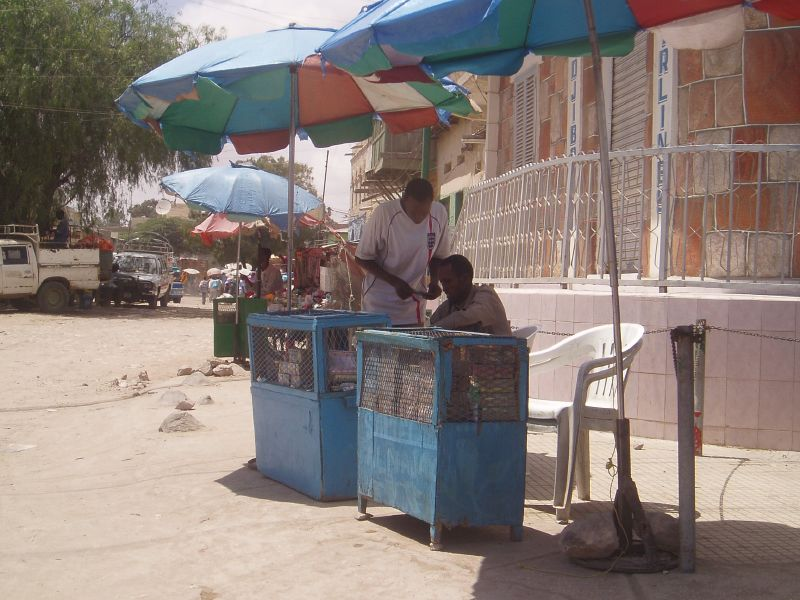
Geldwechsler im ostafrikanischen Somaliland am 2. März 2005. Die Metallbehälter sind voll mit Geld. Es sieht nach einem großen Geldvermögen aus, doch entspricht zu jener Zeit £1 10.000 Somaliland-Schillingen. Größte Banknote sind 500 Schilling, so dass nicht mehr als £100 dort liegen. Trotz absoluter Armut sind Straßenkriminalität und Gewalt selten.

In den westlichen Industriestaaten und in touristischen Zentren haben in der Gegenwart Wechselstuben die Geschäfte einzelner Geldwechsler verdrängt. Vereinzelt gab und gibt es aber Gebiete, in denen auch heute noch dieser Berufsstand anzutreffen ist. Ein Beispiel liefert die nebenstehende Abbildung.
In Indien bieten in einigen Städten Geldwechsler ihre Tauschgeschäfte auf den Straßen an.